# Carl-Zeiss-Stiftung
Carl-Zeiss-Stiftung, Zeiss-stiftelsen även Zeisska stiftelsen, stiftelse skapad 1889 av Ernst Abbe. Carl-Zeiss-Stiftung äger flera företag med koppling till Carl Zeiss verksamhet i Jena, bland annat Schott AG.